# Грб Српске православне цркве
Грб Српске православне цркве јесте штит плаво-беле боје који на себи носи у плавом пољу са десне стране кулу Светог Саве у Хиландару, са леве цркву манастира Пећке Патријаршије док у белом пољу стоји златни крст са четири златна огњила. Штит је огрнут Панагијом Светог Саве и над њим се налази златна архијерејска круна. Патријаршки плашт порфирне боје украшен 
је двоструким златним крстом са десне стране и архијерејским жезлом са леве.
Грб је направио Срећко Никитовић 1937. године и стандардизован је 2019. од стране Центра за истраживање православног монархизма на захтев Српске православне цркве поводом прославе 800 година аутокефалности.

## Галерија
- Претходна верзија грба СПЦ